# PFK Xumen 2010
El Profesionalen Futbolen Klub Xumen 2010 (búlgar: Професионален Футболен Клуб Шумен 2010), també escrit com PFK Shumen 2010 o PFK Šumen 2010, és un club de futbol búlgar de la ciutat de Xumen.

## Història

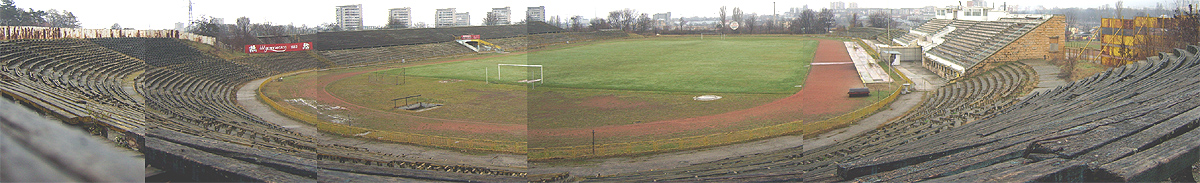
Estadi Panayot Volov el 2006.

Els primers clubs de la ciutat foren Han Omurtag (1927, fusió de Preslava (1914), Sokol 23 (1925), Slavia (1916), Levski i Borislav, desaparegut el 1944) i Panayot Volov (1929). El 1944 Botev (1931) reprengué la seva activitat i s'anà fusionant amb diversos clubs, Rodina (1942), Botev-Yunak (1945), Yunak-Botev-Volov (1946). Als anys 1950s trobem clubs com l'Spartak, Stroitel, DNA, Locomotiva i Udarnik. El 1957 el futbol es reorganitza en el FC Panayot Volov, que el 1980 va rebre el nom de la ciutat. Des d'aleshores s'ha anomenat:
- 1980: DFS Shumen
- 1984: Madara Shumen
- 1985: FC Shumen
- 1996: Yunak Shumen
- 2001: FC Shumen 2001
- 2007: FC Shumen
- 2010: FC Shumen 2010

El club va participar set cops a la primera divisió búlgara les temporades: 1972-1973, 1983-1984, 1993-1996 i 1998-2000. Fou dos cops semifinalista de la copa búlgara els anys 1957 i 2006. Va desaparèixer l'any 2013 i en el seu lloc es fundà el FK Xumen 1929.

## Palmarès
- Segona divisió búlgara de futbol: 
  - 1971-72, 1982-83
- V AFG Nord-est: 
  - 2011-12